# Estación de Féculas-Navarra
Féculas-Navarra también llamada Féculas de Navarra es una estación ferroviaria situada en el municipio español de Lodosa, en la comunidad foral de Navarra. Dispone de servicios de Media Distancia operados por Renfe.

## Situación ferroviaria
La estación se encuentra en el punto kilométrico 44,7 de la línea férrea de Castejón a Bilbao por Logroño y Miranda de Ebro a 326 metros de altitud.

## La estación
Se encuentra en la carretera de Alcanadre, al oeste de Lodosa, lejos del núcleo urbano. Aunque situada en el tramo Castejón-Orduña de la línea férrea que pretendía unir Castejón con Bilbao su apertura fue posterior y vino de la mano de la fábrica de abonos Inabonos a la que da servicio. Se construyó para ello una singular estación de dos pisos y torre anexa de escasa altura en uno de sus laterales con aires modernistas. En 2008 se le añadió un refugio que se ubicó en frente del edificio para viajeros. Cuenta con tres vías y dos andenes, uno lateral y otro central particularmente estrecho.

## Servicios ferroviarios

### Media Distancia
El tráfico de Media Distancia con parada en la estación tiene como principales destinos Zaragoza y Logroño. 
| Línea MD | Trenes          | Origen/Destino |  | Destino/Origen |
| -------- | --------------- | -------------- |  | -------------- |
| 22       | Regional Exprés | Zaragoza       |  | Logroño        |